# Verband der Graphischen Hilfsarbeiter und Arbeiterinnen Deutschlands
Der Verband der Graphischen Hilfsarbeiter und Arbeiterinnen Deutschlands wurde 1898 als Verband der in Buchdruckereien und verwandten Berufen beschäftigten Hilfsarbeiter und Arbeiterinnen Deutschlands gegründet. Die freie Gewerkschaft organisierte Arbeitnehmer in Druckereien im Deutschen Kaiserreich und in der Weimarer Republik.

## Geschichte
Die Gewerkschaft wurde im Ende Mai/Anfang Juni 1898 auf einem Kongress in Berlin unter dem Namen Verband der in Buchdruckereien und verwandten Berufen beschäftigten Hilfsarbeiter und Arbeiterinnen Deutschlands gegründet. Zu ihm gehörte eine ausschließlich weiblich besetzte Berliner Gruppe, der u. a. Johanne Reitze angehörte. 1902 wurde der Verband in Verband der Buch- und Steindruckerei-Hilfsarbeiter und -Arbeiterinnen Deutschlands  umbenannt. Im 1920 erfolgte die erneute Umbenennung in Verband der graphischen Hilfsarbeiter und Arbeiterinnen Deutschlands. Sitz der Gewerkschaft war Berlin.
Der Buchdrucker-Verband war Mitglied in der Generalkommission der Gewerkschaften Deutschlands und beim 1919 Gründungsmitglied beim Nachfolger Allgemeiner Deutscher Gewerkschaftsbund.
Historische Bedeutung kommt dem Verband dadurch zu, dass er 1905 als erste Gewerkschaft eine geschlechtsunabhängige Staffelung der Mitgliedsbeiträge einführte, die sich von diesem Zeitpunkt an ausschließlich am Lohn orientierten. Ab 1908 wurde außerdem eine finanzielle Unterstützung für Wöchnerinnen gezahlt.
Von den Nationalsozialisten wurde die Gewerkschaft am 2. Mai 1933 zerschlagen. Nachfolger nach dem Zweiten Weltkrieg waren ab 1946 in Ostdeutschland die Industriegewerkschaft Druck und Papier und in Westdeutschland ab 1949 die Industriegewerkschaft Druck und Papier.

## Vorsitzende
- 1898–1901: Paula Thiede
- 1901–1902: Karl Wittig
- 1902–1919: Paula Thiede
- 1919–1933: Engelbert Pucher